# Stigmatochromis
Stigmatochromis – rodzaj słodkowodnych ryb okoniokształtnych z rodziny pielęgnicowatych (Cichlidae). 

## Występowanie
Gatunki endemiczne jeziora Malawi w Afryce.

## Klasyfikacja
Gatunki zaliczane do tego rodzaju:
- Stigmatochromis macrorhynchos
- Stigmatochromis melanchros
- Stigmatochromis modestus
- Stigmatochromis pholidophorus
- Stigmatochromis pleurospilus
- Stigmatochromis woodi

Gatunkiem typowym jest  Haplochromis woodi.